# Rustique de Paris
Cet article possède un paronyme, voir Rusticus.
Pour les articles homonymes, voir Rustique.
Saint Rustique (Rusticus) est un saint de l'Église catholique romaine. Patron des paysans, prêtre, compagnon de saint Denis, il subit le martyre avec lui et avec le diacre Éleuthère à la fin du IIIe siècle.
La légende dit qu'ils ont été décapités sur la butte Montmartre. Une rue, au sommet de cette butte, la rue Saint-Rustique, porte son nom.
Il est fêté le 9 octobre.

## Source
Marie-Nicolas Bouillet  et Alexis Chassang (dir.), « Rustique de Paris » dans Dictionnaire universel d’histoire et de géographie, 1878 (lire sur Wikisource)